# オットー・シュトルツ
オットー・シュトルツ（Otto Stolz、1842年5月3日 – 1905年10月25日）はオーストリアの数学者である。日本語ではしばしばオットー・ストルツの表記もみられる。
シュトルツは幼少-少年期をハル・イン・チロル、インスブルックで過ごした。1860年よりインスブルック大学 (en) で科学を学び、当初より数学に興味を示した。1863年からはウィーン大学の大学院に進み1864年に博士学位を授与される。1869年、ベルリン大学のカール・ワイエルシュトラス、エルンスト・クンマー、レオポルト・クロネッカーに学んだ。1872年よりインスブルック大学の教授。
アルキメデスの公理はシュトルツによって広く世に知らしめられた。
シュトルツは解析学、特に無限大の概念に関する業績がある。シュトルツ＝チェザロの定理の名称はオットー・シュトルツに因むものである。